# Nethinius ernesti
Nethinius ernesti là một loài bọ cánh cứng trong họ Cerambycidae.